# Walter von Bongé
Walter von Bongé (* 13. August 1868 in Rawitsch, Provinz Posen; † 6. Juli 1916 bei Wołczeck/Wolhynien) war ein deutscher Porträtmaler.

## Leben

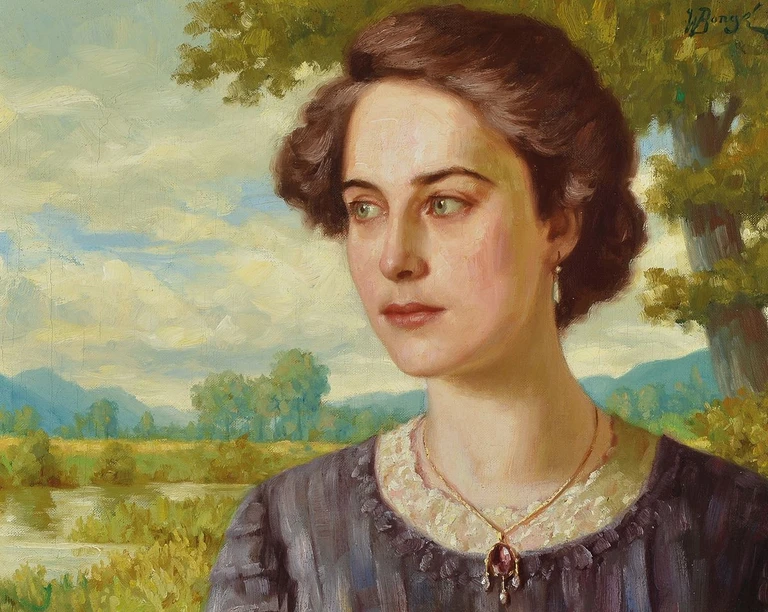
Frauenporträt vor idealer Landschaft

Walter von Bongé entstammte einer Offiziersfamilie, sein Vater Kuno Julius Eugen von Bongé (1834–1897) war königlich preußischer Oberstleutnant. Er schlug zunächst eine militärische Laufbahn ein, die er jedoch bereits 1894 als Leutnant beendete. Anschließend widmete er sich seinem eigentlichen Berufsziel des Kunstmalers. Ab 1894 studierte er Malerei an der Dresdener Kunstakademie. Nachdem er 1896 geheiratet hatte, übersiedelte er nach München, wo er an der Kunstakademie seine künstlerische Ausbildung abschloss. Er etablierte sich dort als freischaffender Kunstmaler, bis er 1916 im Ersten Weltkrieg als Oberleutnant im 1. Landsturm-Infanterie-Bataillon Passau I B 5 an der Ostfront bei Wołczeck den Tod fand (heute Oblast Wolyn/Ukraine).
Bongé, der fast ausschließlich Bildnisse und Studienköpfe malte, war mit seinen Werken auf den namhaften Ausstellungen vertreten, so etwa im Münchener Glaspalast 1899, 1902–1904 und 1906–1908, 1904 auf der Großen Berliner Kunstausstellung und 1907 in Düsseldorf. Er war Mitglied der Münchner Künstlergenossenschaft. Die Weimarer Malerin Irmgard von Bongé war seine Cousine.

„Seine leicht androgynen und etwas rätselhaft wirkenden Frauenbilder gepaart mit einem Gespür für die Wiedergabe farblicher und stofflicher Reize waren sehr erfolgreich beim bürgerlichen Publikum der Jahrhundertwende.“

## Werke (Auswahl)

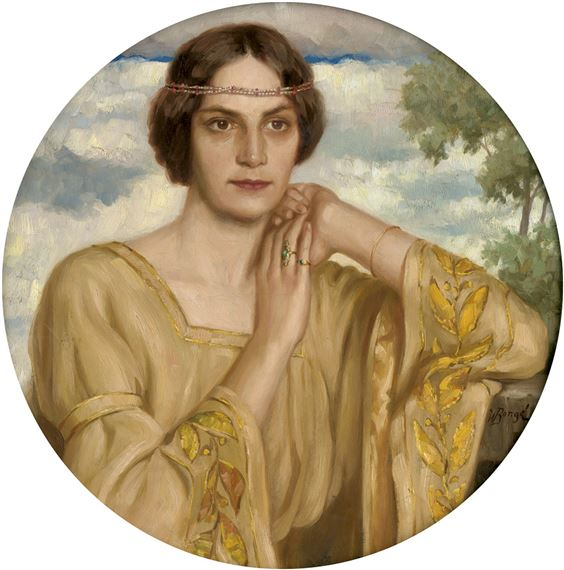
Bildnis einer Frau in goldbestickter Tunika

- Bildnis einer Frau in goldbestickter Tunika. Öl/Leinwand, 76 × 75 cm
- Damenportrait. Öl/Leinwand, 120 × 60 cm[5]
- Besonnte Steilküste am Meer. Öl/Leinwand, 1910, 79,5 × 35 cm[5]
- Frauenporträt vor idealer Landschaft. Öl/Leinwand, 38 × 48 cm[6]